# Dave Cools
Dave Cools (27 december 1972) is een Belgisch voormalig korfballer.

## Levensloop
Cools was actief bij AKC, waarvan hij aanvoerder was. Met deze club behaalde hij verschillende landstitels in zowel de zaal- (1998, 2000, 2001, 2002, 2003 en 2004) als de veldcompetitie (1998, 1999, 2000, 2001, 2002, 2003, 2004, 2007 en 2008) en won hij zesmaal de Beker van België (1999, 2000, 2001, 2002, 2003 en 2004). Tevens werd hij in 2000 verkozen tot korfballer van het jaar.
Daarnaast maakte Cools deel uit van het Belgisch korfbalteam waarmee hij onder meer zilver behaalde op de Wereldspelen van 1997 en 2001, alsook op het wereldkampioenschap van 2003.